# Seixos gigantes de Moereki

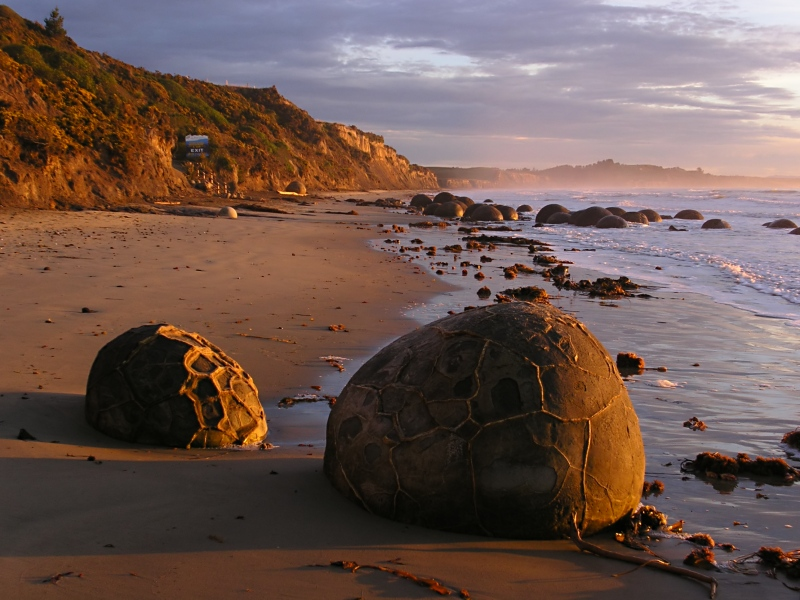
Seixos gigantes de Moereki

Os Seixos gigantes de Moeraki são seixos excepcionalmente grandes e esféricos que se encontram ao longo de um trecho da Koekohe Beach na de costa Otago de Nova Zelândia entre Moeraki e Hampden. Ocorrem tanto dispersos como isolados ou em aglomerados de rochas num trecho de praia, estando protegidos em uma reserva científica. A erosão por ação de ondas sobre lamitos, compreendendo alicerces e deslizamentos locais de terra, que frequentemente expõe rochas isoladas enterradas. Estes pedregulhos são de cor cinza, concreções de lamito encerradas que foram expostas e concentrados na praia pela erosão costeira.

## Descoberta
Em 1848, W. B. D. Mantell fez esboços da praia e suas rochas, bem mais numerosas do que agora. A imagem está agora na Alexander Turnbull Library em Wellington.  As pedras foram descritas em relatórios coloniais de 1850 e em  numerosos artigos populares desde aquela época. Em tempos mais recentes, se tornaram uma atração turística popular, muitas vezes descrita e retratada em páginas da web e em guias turísticos.des.

## Características

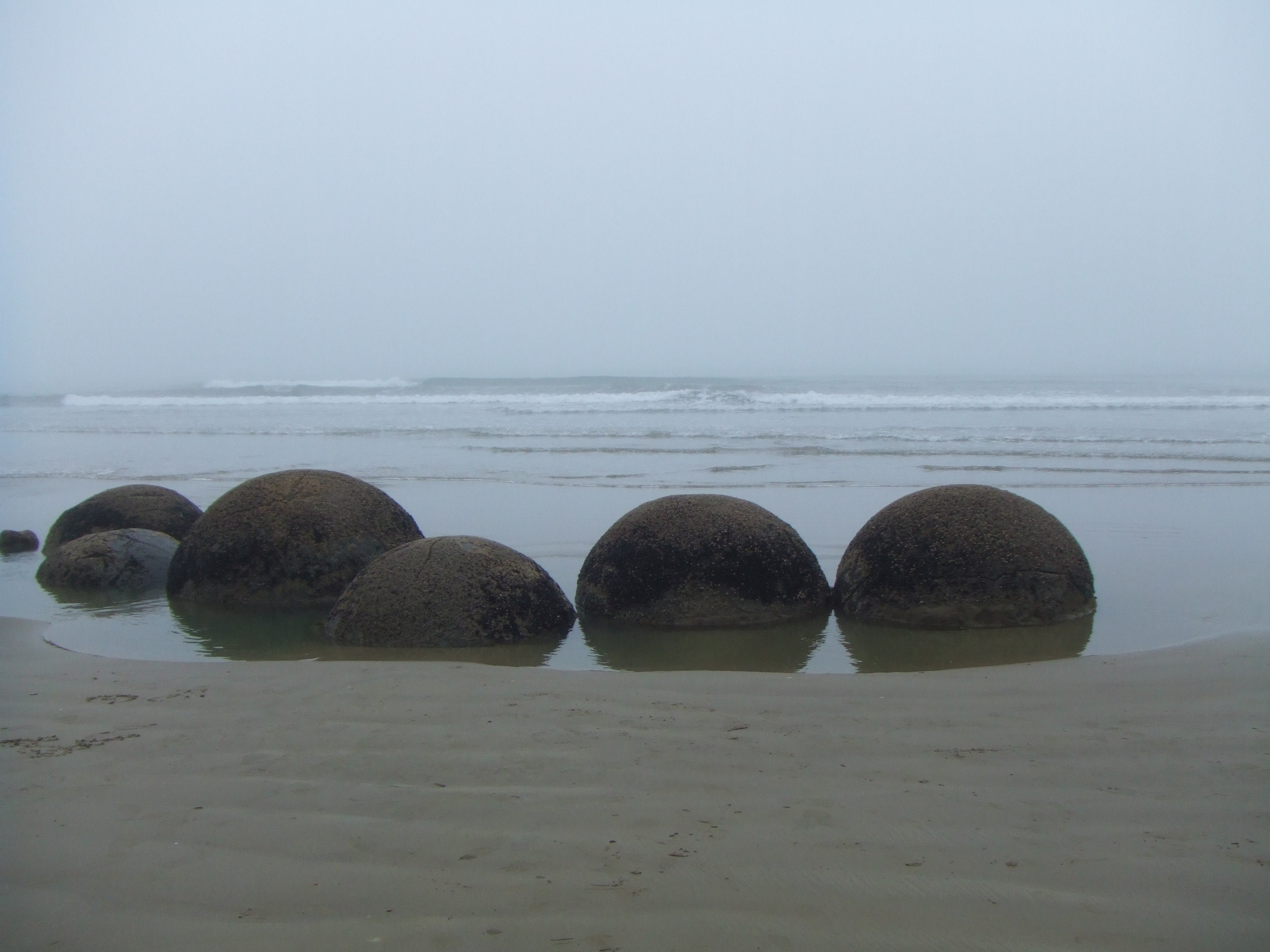
Um grupo de rochas bem esféricas

O aspecto mais marcante dos seixos é seu tamanho extraordinariamente grande e formato esférico, com uma distribuição de tamanho bimodal distinta. Aproximadamente um terço dos seixos variam em tamanho de cerca de 0,5 a 1 m de diâmetro, os outros dois terços de 1,5 a 2 m. A maioria é esférica ou quase esférica, mas uma pequena proporção é levemente alongada e paralela ao plano de estratificação do lamito que antes os envolvia.
Nem as formas esférica e sub-esférica nem o grande tamanho dos seixo de Moeraki são exclusivos dos mesmos. Pedras esféricas praticamente idênticas, chamadas Koutu Boulders, são encontradas nas praias, nos penhascos e abaixo da superfície no interior da costa de Hokianga, Ilha Norte, Nova Zelândia, entre Koutu e Kauwhare. Como os seixos de Moeraki, os de Koutu são muito grandes, chegando a 3 m de diâmetro, sendo quase esféricos.
Rochas semelhantes em tamanho, conhecidas como os de Katiki, também são encontradas na costa de Shag Point ao norte, ficando ao sul de onde se encontram os Rochedos de Moeraki. Estas concreções ocorrem como concreções esféricas de bolas de canhão e concreções planas, em forma de disco ou ovais. Ao contrário dos pedregulhos de Moeraki, algumas dessas concreções contêm os ossos de mosassauros e plesiosssuros.
Concreções de esferas de tamanho e forma similares das de Moeraki já foram encontradas em diversos outros países.

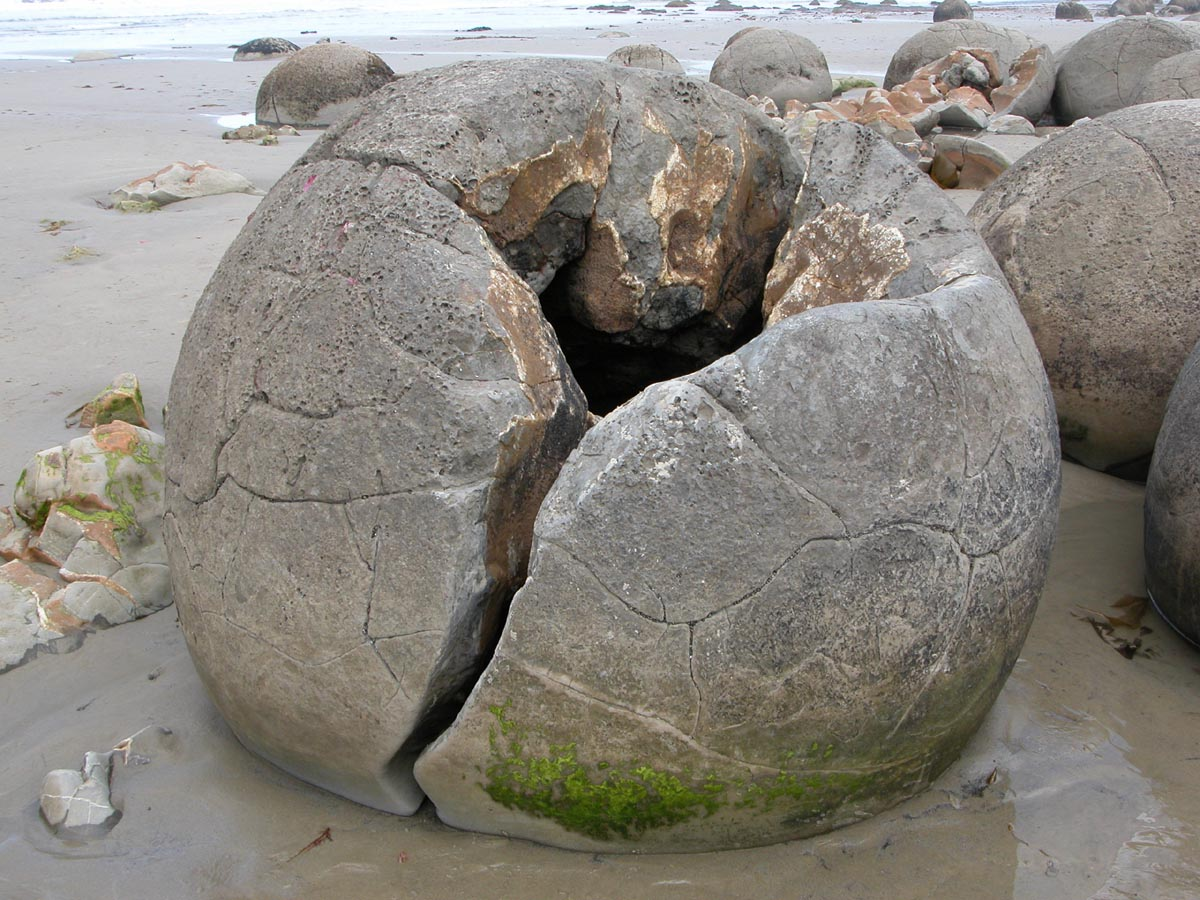
Um seixo, mostrando o interior oco

## Composição
Análises detalhadas de granulação fina da rocha usando mineralogia óptica, cristalografia de raios X e microssonda eletrônica determinaram que as rochas consistem em lama, lodo fino e argila, cimentadas por calcita. O grau de cimentação varia de ser relativamente fraco no interior de um seixo até bastante duro em sua borda externa. As bordas externas dos pedregulhos maiores consistem em 10 a 20% de calcita, porque a calcita não apenas cimenta firmemente o lodo e a argila, mas também a substitui em um grau significativo.
A rocha da a maior parte de um seixo é crivada de grandes rachaduras chamadas septários que se irradiam para fora a partir de um núcleo oco revestido com cristais de calcita scalenoédrica. O processo ou processos que criaram septária dentro das Pedras de Moeraki, e em outras concreções septárias, permanecem um assunto não resolvido para o qual foram propostas várias explicações possíveis. Essas rachaduras irradiam e se diluem para fora do centro do pedregulho típico e são tipicamente preenchidas com uma camada externa (estágio inicial) de calcita marrom e uma camada interna (estágio final) de longarinas de calcita amarela, que frequentemente, mas nem sempre, preenche completamente as rachaduras. Os seixos raros de Moeraki têm uma camada íntima (última fase) muito fina de dolomita e quartzo que cobre a verga amarela da calcita.
A composição das rochas de Moeraki e as septárias que elas contêm são típicas, e quase sempre idênticas às septárias que foram encontradas em rochas sedimentárias expostas da Nova Zelândia e em outros lugares. Septárias menores, porém muito semelhantes, são encontradas nas rochas sedimentares em outros locais da Nova Zelândia. Formações septárias semelhantes foram encontradas no Kimmeridge Clay e Oxford Clay da Inglaterra e em muitos outros locais em todo o mundo..

## Origem

### Legendária
Lendas locais dos Maori explicam os grandes seixos como os restos de cesta de enguias, cabaças e kumara lavados nos destroços de uma Araiteuru, uma grande e tradicional canoa a vela. Essa lenda fala dos baixios rochosos que se estendem em direção ao mar a partir de Shag Point como sendo o casco petrificado desse naufrágio e um promontório rochoso próximo como sendo o corpo do capitão da canoa. Sua padronagem reticulada nos pedregulhos, de acordo com essa lenda, são os restos das redes de pesca da canoa.

### Científica
Os seixos de Moeraki são concreções criadas pela cimentação de lamito do tempo do Paleoceno, queforam exumados (expostos) pela erosão costeira. O corpo principal das pedras começou a se formar no que era então lama marinha, perto da superfície do fundo do mar do Paleoceno. Isso é demonstrado por estudos de sua composição; especificamente o teor de magnésio e ferro, e isótopos estáveis de oxigênio e carbono. Sua forma esférica indica que a fonte de cálcio tinha difusão do tipo massa, em oposição a fluxo de fluido. Estima-se que os seixos maiores, com idade de 4 a 5,5 milhões de anos, cresceram enquanto 10 a 50 m de lama marinha se acumularam no fundo do mar acima dos mesmos. Depois que as concreções se formaram, grandes fissuras conhecidas como septárias ali se formaram. Calcita marrom, calcita amarela e pequenas quantidades de dolomita e quartzo preencheram progressivamente essas rachaduras quando uma queda no nível do mar permitiu que a água subterrânea fresca fluísse através do lamito, envolvendo-o.
As pedras de Moeraki não devem ser confundidos com estromatólitos, exemplos fossilizados dos quais podem são parecidos.